# Ambohimitombo
Ambohimitombo é uma comuna urbana de Madagáscar, localizada na parte sudeste da região de Amoron'i Mania.